# Danemark aux Jeux olympiques d'hiver de 1992
Le Danemark participe aux Jeux olympiques d'hiver de 1992 à Albertville en France. Le Danemark était représenté par 6 athlètes. Cette participation a été la septième du Danemark aux Jeux d'hiver. La délégation danoise n'a pas récolté de médaille.

## Délégation
La délégation est représentée par 6 athlètes.
Ski alpin
Nils Gelbjerg-Hansen et Tine Kongsholm
Ski de fond
Michael Binzer et Ebbe Hartz
Patinage artistique
Anisette Torp-Lind et Henrik Walentin